# Fuerte Apache
Barrio Ejército de los Andes, meglio noto come Fuerte Apache, è un quartiere popolare della città di Ciudadela, nel partido bonaerense di Tres de Febrero.

## Sviluppo
Il quartiere è nato nel 1966, durante la dittatura di Juan Carlos Onganía, come parte del progetto di smantellamento delle tante villas miserias che costellavano il panorama urbano di Buenos Aires. Nel 1974, il quartiere fu battezzato Liberation Father Mugica in onore di un parroco terzomondista che venne ucciso dai paramilitari. Due anni dopo, una volta caduta l'Argentina sotto la dittatura militare, il complesso fu ribattezzato Ejército de los Andes (Esercito delle Ande).Ciò è avvenuto a tappe, con una delle quali coincide la costruzione degli stadi per il Mondiale 1978.
Secondo un censimento del 2001, Fuerte Apache aveva 17.777 abitanti, divisi in 4.657 abitazioni.
Il soprannome Fuerte Apache fu dato dal giornalista José de Zer alludendo al film Fort Apache, The Bronx durante la sua relazione su uno scontro a fuoco nel complesso.